# Ublo
Ublo är en ort i Tjeckien.   Den ligger i regionen Zlín, i den östra delen av landet, 270 km öster om huvudstaden Prag. Ublo ligger 385 meter över havet och antalet invånare är 255.
Terrängen runt Ublo är huvudsakligen kuperad, men västerut är den platt. Runt Ublo är det ganska tätbefolkat, med 70 invånare per kvadratkilometer. Närmaste större samhälle är Zlín, 16,7 km väster om Ublo. Omgivningarna runt Ublo är en mosaik av jordbruksmark och naturlig växtlighet.